# She's So Unusual
She's So Unusual è l'album d'esordio di Cyndi Lauper, pubblicato nel 1983 dalla Portrait (Epic Records).

## Descrizione
L'album è stato registrato nel 1983, negli studi Record Plant, a New York, e prodotto da Rick Chertoff e William Wittman.
L'album presenta un mix equilibrato di ottima fattura pop-rock e musica dance che strizza l'occhio agli adolescenti, con voci che si rifanno a un punk dal sound new wave.

## Titolo e copertina
Il titolo She's So Unusual significa letteralmente «lei è così inusuale», ma meglio traducibile come «lei è così fuori dal comune» oppure come «lei è così fuori dagli schemi», che forse rende ancora meglio l'idea; in relazione al personaggio da lei adottato che compare sull'immagine di copertina, quasi come una zingara: con vestiti stracciati e coloratissimi, a piedi scalzi. Le sole scarpe, abbandonate a sé stesse e con un vistoso buco sulla suola, sono ritratte sul retro di copertina: su uno sfondo pieno di graffiti e davanti ad un locale che cade a pezzi, in un quartiere evidentemente disagiato.

## Promozione

### Girls Just Want To Have Fun
Il primo singolo scelto per promuovere l'album è Girls Just Want to Have Fun, canzone scritta da Robert Hazard nel 1978 che Cyndi Lauper riprende con una verve che la contraddistingue: ne fa un successo, diventa presto un vero e proprio inno, non esclusivamente femminista.

### Time After Time
Un'altra hit è Time After Time, una ballata che sarà successivamente riproposta da oltre 70 artisti.

### She Bop
She Bop è un altro inno, stavolta alla masturbazione femminile. Il piccante testo recita tra l'altro: «Dicono che farei meglio a smettere, se non voglio diventare cieca» e «Spero che almeno Lui lassù capisca», con il riferimento diretto a Dio - oltre al pronome personale maschile He, «lui», che nel testo è infatti inequivocabilmente scritto in maiuscolo: accanto compare una freccia che punta verso l'alto; come ad esprimere il concetto «Lui che sta lassù» - che le crea non pochi problemi da parte dei benpensanti.

### Money Changes Everything
Un altro singolo che ottiene un grandissimo successo è il brano di apertura col suo titolo altrettanto inequivocabile, "Money Changes Everything" («Il denaro cambia tutto»), ed un testo che narra la storia di una ragazza che molla il suo fidanzato per un uomo più ricco; sembra spiazzare tutti coloro che si sono fatti un'idea ben precisa della ragazza ma bisogna precisare che il brano, non composto né da Cyndi né da nessuno del suo entourage, è in realtà scritto da Tom Gray e cover di The Brains: gruppo rock americano originario di Atlanta (Georgia); che non fa che mettere in risalto anche le straordinarie doti interpretative della trasgressiva cantante.

### When You Were Mine
Le doti di Cyndi Lauper non vacillano neanche nel difficile compito di cimentarsi con un brano di Prince: When You Were Mine. Molti hanno creduto a lungo che il pezzo fosse un duetto della Lauper con lo stesso Prince, perché il brano è quasi tutto a due voci in due diverse tonalità: una più alta e una più bassa, mentre, in realtà, tutte le voci, anche quelle più basse, sono della stessa Cyndi che ha cercato di fare suo il brano, senza snaturare troppo l'originale, riuscendoci a tal punto che a tratti sembra veramente di sentire cantare lo stesso Prince.

### He's So Unusual
Curiosamente, il penultimo brano del disco che funge praticamente del tutto da title track presenta invece il pronome personale al maschile: he in "He's So Unusual" è brevissimo e tagliente nel testo: si parla di un personaggio evidentemente effeminato. La musica da bistrot col suo incedere retrò suggerisce infatti che la vicenda si svolga in un'epoca lontanissima, visto che siamo nel Nuovo Millennio ormai; per l'esattezza l'inizio del secolo scorso, in cui, se si vuole proprio parlare di omosessualità, sarebbe più corretto riferirsi ad un generico status di effeminatezza o tutt'al più ad una omosessualità ante litteram, dato che ai tempi non veniva palesata.
Un brano come He's So Unusual è un pezzo brevissimo, accompagnato da un disco gracchiante campionato da un vero vinile; questo permette un allontanamento cronologico dalla vicenda; il che dà la possibilità a sua volta, di prendere o meno le dovute distanze dall'argomento trattato. Il testo di He's So Unusual è spesso l'unico dell'intera tracklist ad essere riportato in una trascrizione con una grafia manuale, invece che con caratteri di stampa (computerizzati o di altro tipo); mentre la musica è caratterizzata, oltre che dall'atmosfera datata e dal sample del vinile che gracchia, da un volume estremamente ridotto: ai limiti dell'udibile e con la voce di Cyndi che sembra quasi registrata a distanza.
Un brano con una caratteristica simile è "Kindred Spirit" dall'album "A Night to Remember", la prima strofa che funge da "Intro", sfuma sul brano d'apertura di "I Drove All Night"; mentre il brano intero di "Kindred Spirit" con un testo in realtà di due strofe è in chiusura dell'album.
Sullo stesso She's So Unusual, il brano He's So Unusual costituisce la penultima traccia, e nella successiva ‘’Yeah Yeah’’ si può udire chiaramente la Lauper continuare a cantare frasi spezzate, evidentemente appartenenti al testo del brano precedente.

## Successo commerciale
Nel dicembre del 1983 esce l'album di debutto di Cyndi Lauper, She's So Unusual che viene promosso per lo più nel 1984, e che diventa subito un successo internazionale.
L'album permette alla cantante di vincere il premio Grammy Award come miglior artista esordiente nel 1985. Vende sei milioni di copie negli Stati Uniti e sedici milioni nel resto del mondo. La rivista statunitense Rolling Stone, nel 2003, posiziona l'album al numero 487 nella lista dei 500 migliori album di sempre. In Italia si trova al #77 nella classifica degli album più venduti nel 1984.

## Edizioni
L'album "She's So Unusual" pubblicato nel 1983, in Argentina esce come "Ella Es Tan Inusual" ed i titoli delle canzoni tradotti.
Nel 2000 She's So Unusual è stato ristampato dalla Epic/Legacy, rimasterizzato ed espanso con "Money Changes Everything" [Live], A-Side del singolo omonimo, pubblicato nel 1984 sotto etichetta Portrait; "She Bop" e "All Throught The Night", tratte dal concerto del 1984, tenuto ad Irvine. Questa edizione è stata curata da Bruce Dickinson.
In Giappone l'edizione Epic/Legacy di She's So Unusual è stata ripubblicata nel 2008 in un CD slim case con un ulteriore bonus track, Money Changes Everything [Live Summer Sonic 2007]. In un primo momento She's So Unusual è stato pubblicato in Giappone, all'interno di un cofanetto, insieme a "True Colors" (1986), "A Night to Remember" (1989) ed il greatest hits "Twelve Deadly Cyns...and Then Some" (1994-1995).

## Tracce

### She's So Unusual
1. Money Changes Everything (T. Gray) - 5:02
2. Girls Just Want to Have Fun (R. Hazard) - 3:55
3. When You Were Mine (Prince) - 5:07
4. Time After Time (C. Lauper - R.Hyman) - 3:59
5. She Bop (C. Lauper - S.Lunt - G. Corbett - R. Chertoff) - 3:43
6. All Through The Night (J. Shear) - 4:29
7. Witness (C. Lauper - J. Turi) - 3:38
8. I'll Kiss You (C. Lauper - J. Shear) - 4:05
9. He's So Unusual (A. Sherman - A. Lewis - A. Silver) - 0:45
10. Yeah Yeah (M. Rickfors - H. Huss) - 3:17

Bonus Tracks Epic/Legacy, 2000 e 2008
1. Money Changes Everything [Live]
2. She Bop [Live]
3. All Throught The Night [Live]

Bonus Track Epic/Legacy (solo in Giappone)
1. Money Changes Everything [Live Summer Sonic 2007]

- 2000 - 11-13 "Live in Irvine '84"; versione "Epic/Legacy"
- 2008 - 14 "Live Summer Sonic 2007" pubblicata solo in Giappone

### Ella Es Tan Inusual
1. El Dinero Lo Cambia Todo [Money Changes Everything]
2. Las Chicas Solo Quieren Divertirse [Girls Just Want To Have Fun]
3. Cuando Eras Mio [When You Were Mine]
4. Una Y Otra Vez [Time After Time]
5. She Bop
6. A Traves De La Noche [All Through The Night]
7. Testigo [Witness]
8. Te Besare [I'll Kiss You]
9. El Es Tan Inusual [He's So Unusual]
10. Yeah Yeah

## Crediti
- Cyndi Lauper – arrangiamenti, voce, cori, produttrice della reissue, cover art concept
- Jules Shear – cori
- Ellie Greenwich – cori
- Krystal Davis – cori
- Eric Bazilian – basso, chitarra, arrangiamenti, sassofono, cori
- Rick Chertoff – percussioni, arrangiamenti, produttore
- Rick DiFonzo – chitarra
- Anton Fig – percussioni, batteria
- Rob Hyman – arrangiamenti, tastiere, sintetizzatore, cori
- Neil Jason – basso, chitarra
- Lennie Petze – produttore, produttore esecutivo
- Maretha Stewart – cori
- Richard Termini – sintetizzatore
- Diane Wilson – cori
- William Wittman – chitarra, produttore, tecnico del suono, produttore associato
- Peter Wood – sintetizzatore
- Dan Beck – product manager
- Janet Perr – direttore artistico e designer, concept, cover art concept (vincitore del premio Grammy Award nel 1985 come miglior artwork)
- Annie Leibovitz – fotografo

## Classifiche

### Internazionale
| Classifica (1983–84) | Miglior posizione |
| -------------------- | ----------------- |
| Australia            | 3                 |
| Austria              | 5                 |
| Canada               | 1                 |
| Germania             | 23                |
| Giappone             | 5                 |
| Nuova Zelanda        | 3                 |
| Norvegia             | 4                 |
| Regno Unito          | 16                |
| Stati Uniti          | 4                 |
| Svezia               | 22                |
| Svizzera             | 8                 |

### Classifica di fine anno
| Classifica (1984) | Posizione |
| ----------------- | --------- |
| Australia         | 24        |
| Giappone          | 25        |
| Stati Uniti       | 11        |
| Classifica (1985) | Posizione |
| Australia         | 8         |